# Oreomunnea pterocarpa
Oreomunnea pterocarpa ist eine zentralamerikanische Baumart aus der Familie der Walnussgewächse (Juglandaceae).

## Merkmale
Die Bäume werden bis 46 m hoch und erreichen Brusthöhendurchmesser von bis 80 cm. Sie bilden deutliche Brettwurzeln aus. Die Borke ist an der Oberfläche grau bis rötlichbraun, im Inneren gelb-orange. Die Knospen sind mit buttergelben schildförmigen Schuppen besetzt und nicht behaart.
Die Blätter stehen gegenständig und sind meist kahl. Bei Jungpflanzen und bei Wurzelsprossen sind die Blattstielbasen und Knotenbereiche behaart. Der Blattstiel ist 3,5 bis 6 cm lang, die Rhachis 7 bis 10 cm. Die 6 bis 8, selten nur 4 Fiederblättchen sind 5 bis 15 mm lang gestielt, stehen gegenständig bis annähernd so. Sie sind immer ganzrandig, ihre Basis ist symmetrisch bis asymmetrisch, an einer oder beiden Seiten zurückgerollt, Öhrchen fehlen.
Die Blütenstände stehen seitlich an vorjährigen Trieben oder an der Grenze von vorjährigem zu heurigem Trieb. Die Blütenstände sind gemischte (androgyne) Rispen: das zentrale Kätzchen ist weiblich mit 15 bis 20 Blüten, zur Blüte aufrecht, später hängend. Es ist von 2 bis 3 Paaren gegenständiger männlicher Kätzchen umgeben.
Die männlichen Blüten sitzen in einem dreilappigen, langen, schmalen und flachen Tragblatt. Sie haben 5 bis 6 Blütensegmente (Kelchblätter und/oder Brakteolen), die flach und ungleichmäßig angeordnet sind. Die 16 bis 19 Staubblätter stehen in zwei undeutlichen Reihen. Die Pollenkörner sind Polaransicht annähernd dreieckig und haben 22 Mikrometer Durchmesser. Die weiblichen Blüten sind sitzend oder annähernd sitzend und stehen in einem Winkel von 45° zur Kätzchenachse. Die Blütenröhre ist verlängert. Kelchlappen und Narbe stehen zur Blüte deutlich über den Blütenbecher hinaus. Die vier Kelchlappen sind schmal und reichen bis zur Höhe der Narbe. Die Narbe ist zur Blüte sichtbar. Der Griffel ist verlängert und in zwei lange Griffeläste gespalten.
Die Frucht ist groß und dreiflügelig. Die Seitenflügel sind bis 13 cm lang, der mittlere bis 11 cm. Die kugelige Nuss ist bis 15 mm groß und von einer papierenen Hülle umgeben. Die Nussschale ist knorpelig.
Die ersten beiden im Freien erscheinenden Blätter des Sämlings sind gegenständig, einfach und ganzrandig. Die nächsten folgenden Blätter sind wechselständig, einfach und ganzrandig, gefolgt von einem Übergang zu Fiederblättern und später einem plötzlichen Übergang zu gegenständiger Blattstellung und ganzrandigen Blättchen.

## Verbreitung
Die Art wurde lange als Endemit von Costa Rica angesehen. Die meisten Funde stammen aus der Provinz Cartago, wo die Bäume im Regenwald entlang der Zuflüsse des Río Reventazón wachsen. Hier wird die Art als Gavilan blanco bezeichnet. Die Höhenverbreitung wird mit 200 bis 1500 m angegeben.
Es gibt inzwischen Funde der Art auch aus Chiapas in Mexiko und der Provinz Coclé in Panama. Die Art wird von der IUCN als gefährdet gelistet.

## Belege
- Donald E. Stone: Juglandaceae, in: William Burger (Hrsg.): Flora Costaricensis, Fieldiana Botany, Band 40, 1977, S. 28–53, ISSN 0015-0746